# معاملة المثليين في جزر العذراء الأمريكية
قد يواجه الأشخاص من المثليين والمثليات ومزدوجي التوجه الجنسي والمتحولين جنسياً (اختصاراً: LGBT) في الإقليم غير المدمج للولايات المتحدة جزر العذراء الأمريكية تحديات قانونية لا يواجهها غيرهم من المغايرين جنسيا. يعتبر النشاط الجنسي المثلي بين الرجال وبين النساء قانونيا في جزر العذراء الأمريكية، ولكن الجزر تفتقر إلى قانون جرائم الكراهية ولا توفر لسكان من مجتمع المثليين أي حماية ضد التمييز. بعد صدور حكم المحكمة العليا في قضية أوبرغيفل ضد هودجز في 26 يونيو 2015، والتي خلصت إلى أن إنكار حقوق الزواج للأزواج المثليين غير دستوري، أصبح زواج المثليين قانونيًا في الجزر.

## قانونية النشاط الجنسي المثلي
تم فرض أول قانون جنائي ضد المثليين من قبل الدنمارك، التي اشترت الجزر، في عام 1917. في عام 1957 تم توسيع القانون لحظر ممارسة الجنس الفموي.
في عام 1978، تم الطعن في القانون في المحكمة لأنه غامض للغاية، لكن المحكمة رفضت هذه الحجة.
في عام 1984، راجع المجلس التشريعي قوانبن الجرائم الجنسية للسماح للبالغين المتوافقين على الحياة الخاصة. دخلت هذه المراجعة حيز التنفيذ رسميًا بعد عام.
أصبح النشاط الجنسي المثلي قانونيًا في جزر العذراء الأمريكية منذ عام 1985، طالما أنه يحدث بين البالغين الذين يوافقون على ذلك. في البداية، تم تحديد السن القانونية للنشاط الجنسي عند 16 عامًا، لكن تم رفع هذا إلى 18 عام 2017.

## الاعتراف القانوني بالعلاقات المثلية
ينص القانون الأساسي لجزر العذراء الأمريكية على أن «الزواج يُعلن بموجب هذا العقد عقدًا مدنيًا يمكن إبرامه بين ذكر وأنثى وفقًا للقانون». ومع ذلك، في 30 يونيو 2015، أعلن الحاكم كينيث ماب أن الحكومة الإقليمية سوف تمتثل لحكم المحكمة العليا الأمريكية في قضية أوبرغيفل ضد هوزدجز، الذي يعترف بالزواج كحق أساسي لا يمكن حرمانه من الأزواج المثليين.

## تاريخ
في مايو 2014، قدمت السناتورة جودي باكلي مشروع قانون في المجلس التشريعي لتشريع زواج المثليين. أطلق عليه «قانون المساواة في الزواج المدني»، وسيغير عبارة «بين الذكر والأنثى» في القانون الأساسي بعبارة «بين شخصين». وشملت اللغة التي تسمح لأي شخص مخول لأداء حفل زفاف لرفض القيام بذلك لأي سبب من الأسباب. وتوقعت أن يستغرق الأمر عدة أشهر حتى تتم مراجعة لغته. وتوقعت أن تترك هي والحاكم جون دي جونج، الذي قالت إنه سيوقع على التشريع، منصبه في يناير 2015 قبل أن يتم التصويت على التشريع. من مؤيدي التشريع، «المكان الحر» (بالإنجليزية: Liberty Place)‏، وهي منظمة للدفاع عن حقوق المثليين ومقرها سان كروا.
رداً على ذلك، نظمت مجموعة من زعماء الكنيسة «صوت واحد في جزر العذراء» (بالإنجليزية: One Voice Virgin Islands)‏ لمعارضة التشريع والتخطيط لحملة عريضة تهدف إلى جمع 50,000 توقيع. قامت المجموعة بتأليف رسالة إلى مسؤولي جزر العذراء مفادها أن بعض أعضائها وجدوا أنها مرفوضة لأنها تضمنت اقتراحًا بأن بعض المسؤولين الحكوميين كانوا مثليين. وقال رئيس المجموعة، القس جيمس بيتي من سانت توماس، «نحن لا نتمنى أن نكون جنة المثليين في أمريكا». قال القس لينوكس زامور إنه يرفض الحجة القائلة بأن تقنين زواج المثليين من شأنه أن يفيد الاقتصاد المحلي: «لا نريد موازنة كتبنا من خلال جلب صناعة الجنس - سواء كانت مثليا أم لا - إلى جزر العذراء».

## ملخص
| قانونية النشاط الجنسي المثلي                                                                  | (منذ عام 1985)                      |
| المساواة في السن القانوني للنشاط الجنسي                                                       | Yes                                 |
| قوانين مكافحة التمييز في التوظيف                                                              | No                                  |
| قوانين مكافحة التمييز في توفير السلع والخدمات                                                 | No                                  |
| قوانين مكافحة التمييز في جميع المجالات الأخرى (تتضمن التمييز غير المباشر، خطاب الكراهية)      | No                                  |
| قوانين مكافحة أشكال التمييز المعنية بالهوية الجندرية                                          | No                                  |
| زواج المثليين                                                                                 | (منذ عام 2015)                      |
| الاعتراف القانوني بالعلاقات المثلية                                                           | (منذ عام 2015)                      |
| تبني أحد الشريكين للطفل البيولوجي للشريك الآخر                                                |                                     |
| التبني المشترك للأزواج المثليين                                                               |                                     |
| يسمح للمثليين والمثليات ومزدوجي التوجه الجنسي والمتحولين جنسيا بالخدمة علناً في القوات المسلحة | (منذ عام 2011)                      |
| الحق بتغيير الجنس القانوني                                                                    | No                                  |
| علاج التحويل محظور على القاصرين                                                               | No                                  |
| الحصول على أطفال أنابيب للمثليات                                                              | No                                  |
| الأمومة التلقائية للطفل بعد الولادة                                                           | No                                  |
| تأجير الأرحام التجاري للأزواج المثليين من الذكور                                              | (غير قانوني للأزواج المغايرين كذلك) |
| السماح للرجال الذين مارسوا الجنس الشرجي التبرع بالدم                                          | No                                  |